# 井村麻美
依村　明沙美（いむら あさみ、1月25日）は、大阪府出身の日本のタレントで櫻花プロの代表も務めている。
2004年、井村麻美名義でレースクイーンとしてデビューし、グラビアなどの活動を経て、司会MC・ラジオパーソナリティー・モデル等マルチタレントとして活躍。
2023年に現在の芸名に改名する。

## 出演
レースクイーン
- 2004年 - 鈴鹿8時間耐久レース　チームリトルウイング＆櫻花
- 2004 - 全日本ロードレース チームリトルウイング＆櫻花
- 2005 - 鈴鹿8時間耐久レース　チームリトルウイング＆櫻花
- 2005 - 全日本ロードレース チームリトルウイング＆櫻花
- 2006 - 全日本ロードレース　チーム橋本組＆櫻花
- 2007 - スーパー耐久 チームTRACY SPORTSセイケンBENELOP
- 2007 - 全日本ロードレース　チーム橋本組＆櫻花
- 2007 - スーパーＧＴチームFINA GLAD SpecialOlympics GT3R
- 2008 - 全日本ロードレース
- 2008 - 鈴鹿8時間耐久レース
- mini moto
- サンデーロードレース

イベント
- 2004年 - 福岡オートサロン
- 2003年、2004年大阪オートメッセ
- 2005年 - DUB Japan Series ＹＹガレージブース
- 2006年 - 大阪オートメッセ　ＪＯＢデザインブース
- 2007年 - 大阪オートメッセ　Findブース
- 2007年 - サマーソニック　SUZUKIブース
- 2008年 - 大阪オートメッセ
- 2009年 - 東京オートサロン・大阪オートメッセ

ラジオ
2015年- FMうらやす「ラジオとラジコ」第２週目パーソナリティー　レギュラー
- 2014年 - FMうらやす「イケイケばんばん～振り向けば夢芝居～[2]」アシスタント
- 2014年 - MBSラジオ「Girls A Go!Go![3]」ゲスト
- 2014年 - FMうらやす10月～「ラジオとラジコ[4]」パーソナリティー

雑誌
- 2014年 - マガジンボックス「プレミアムセダン[5]」モデル

その他　TV・CM・雑誌・リポーター・ナレーター・モデル多数出演

## 人物
- 趣味はグルメ・御朱印・寺社仏閣めぐり・猫である[1]。